# Laird Cregar

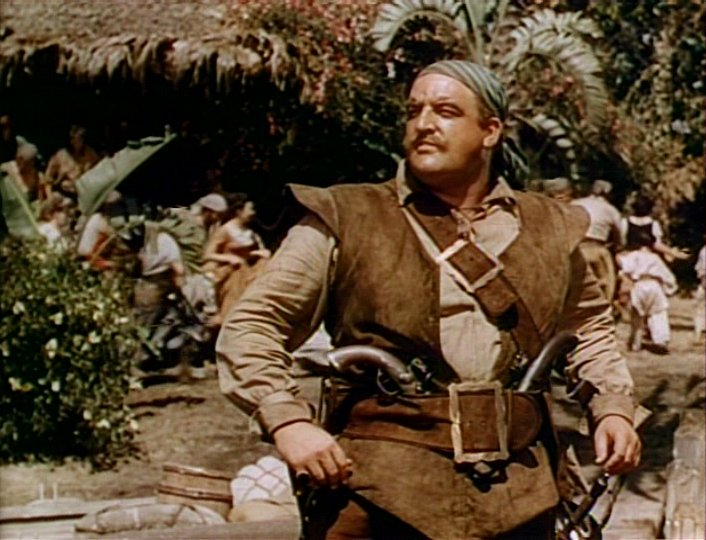
Laird Cregar i piratfilmen Den svarta svanen.

Laird Cregar, född 28 juli 1916 i Philadelphia, Pennsylvania, död 9 december 1944 i Los Angeles, Kalifornien, var en amerikansk skådespelare. Cregar blev uppmärksammad för en rad roller i Hollywood-filmer under tidigt 1940-tal. Men sedan han bestämt sig för en rejäl bantningskur inför en kommande filmroll gick det så hårt åt hans kropp att han avled på höjden av sin karriär 1944.
Cregar har en stjärna på Hollywood Walk of Fame vid 1716 Vine Street.

## Filmografi
- 1940 – Äventyraren från Kanada
- 1941 – Charley's Aunt
- 1941 – En studie i brott
- 1941 – Blod och sand
- 1942 – Den svarta svanen
- 1942 – I skuggan av katedralen
- 1942 – Inringad!
- 1942 – Svindel och kärlek
- 1943 – Himlen kan vänta
- 1943 – Hallå, Frisco!
- 1943 – Leve äktenskapet
- 1944 – Hämnaren
- 1945 – Mörkrets ängel